# Giuseppe Barbanti Brodano
Giuseppe Barbanti Brodano (Modena, 1853 – Casalecchio di Reno, 1931) è stato un politico e avvocato italiano.

## Biografia
Dal 1873 si dedicò, a Bologna, alla professione forense. Nel 1874 affiancò Bakunin nel tentativo anarchico di far insorgere Bologna e le Romagne: Andrea Costa ne assunse la difesa (con Giuseppe Ceneri) nel processo che per questi eventi ebbe luogo nel 1876 
Nel 1876 si recò in Serbia a combattere contro i Turchi, narrando poi i fatti nel libro Su la Drina. Ricordi e studii slavi. Con Carducci fondò il periodico Don Chisciotte, uscito a Bologna dal 1881. In questo stesso anno fu il principale artefice della fondazione a Bologna della loggia Rizzoli, del Grande Oriente d'Italia, di cui fu il primo Maestro venerabile.
Nonostante la lotta internazionalista, entrò in contrasto con i socialisti e nel 1907 militò nelle file del partito radicale. Si dedicò poi esclusivamente all’attività forense, trasferendosi nel 1911 a Roma. 
Morì nella sua casa di campagna a Casalecchio di Reno nel 1931. Riposa nella cappella di famiglia, nel Chiostro X della Certosa di Bologna.

## Opere
- Giuseppe Barbandi Brodano, Su la Drina. Ricordi e studii slavi, Milano, Enrico Bignami e C., 1878;
- Enzo (Giuseppe Barbanti Brodano), Le feste di Bologna. 1888: ricordi e impressioni, Bologna, Zanichelli, 1889;
- Luigi Arbizzani, Barbanti Brodano Giuseppe, in Franco Andreucci, Tommaso Detti (a cura di), Il movimento operaio italiano: dizionario biografico, 1853-1943, Roma, Editori Riuniti, 1975-1978 (ad nomen).